# École normale de Rufisque
L'école normale de Rufisque est une école fondée en 1938 par la France à Rufisque, Sénégal, alors en Afrique-Occidentale française, pour former les institutrices et épouses de diplômés d'écoles supérieurs de la colonie.

## Histoire
Elle est dirigée de 1938 à 1945 par Germaine Le Goff. Elle scolarise des jeunes femmes (âgées entre 13 ans et 20 ans) venues de toute l'Afrique de l'Ouest. Selon Le Goff, le but de l'éducation dispensé à cette institution est de former « des mains habiles plus que des femmes savantes ». Ainsi, on les forme pour accéder au marché du travail, mais le cursus vise autant à former de bonne mères de famille, un élément observable dans les cours enseignés, comme celui portant sur l'éducation ménagères ou celui sur l'économie domestique.
« Entre 1938 et 1945, Germaine Le Goff a formé 360 enseignantes africaines. Très politique, elle détestait le maréchal Pétain et tenait tête au gouverneur pétainiste. Elle a fait naître en nous un sentiment d’orgueil, qui nous faisait croire que l’Afrique comptait sur nous, cette Afrique, en forme soit de revolver soit de cœur, avait besoin de nous », explique la femme de lettres sénégalaise Annette Mbaye d'Erneville, formée dans cet établissement,,.
Ndèye Coumba Mbengue Diakhaté, poétesse sénégalaise, y a enseigné.
Au total, pendant ses 20 années d'existence, 500 élèves y ont été formées. Le bâtiment accueille ensuite un lycée, le lycée Abdoulaye-Sadji.

## Anciennes élèves notoires
- Aminata Tall, femme politique
- Annette Mbaye d'Erneville, journaliste[9]
- Caroline Faye Diop, femme politique[9]
- Fatou Djibo, militante féministe
- Hadja Nima Bah, écrivaine et femme politique guinéenne ;
- Jeanne de Cavally, écrivaine
- Jeanne Gervais, femme politique[9]
- Jeanne Martin Cissé, enseignante, diplomate et femme politique[9]
- Mariama Bâ, écrivaine[9]
- Sira Diop, enseignante, militante féministe et syndicaliste
- Safi Faye, réalisatrice, anthropologue et ethnologue